# 東淺草
東淺草（日语：／ Higashi-asakusa */?）是東京都台東區的町名。現行行政地名為東淺草一丁目與東淺草二丁目。2013年8月1日為止的人口有3,296人。

## 地理
位於台東區東北部。東與清川、今戶之間以吉野通為界，南與西南鄰淺草，西與千束之間以土手通為界，北與日本堤之間以日之出會通為界。町內主要為商店與各種事業所。

## 歷史
1966年（昭和41年）實施新住居表示，淺草田中町一丁目、淺草日本堤一～二丁目東半部、淺草吉野町一～三丁目西半部、淺草山谷一～二丁目西半部合併成立東淺草。

### 地名由來
雖然字面上是淺草的東側，但實際上是在淺草的北方。

## 交通
町域內無鐵路車站。南部可利用東武伊勢崎線、東京地下鐵銀座線淺草站。

## 設施
- 警視廳第六方面本部
- 台東區立東淺草小學校 - 舊名待乳山小學校。
- 台東區立山谷堀公園
- 東禪寺 - 江戶六地藏第二番
- 春慶院 - 高尾太夫墓所

## 備註
1. ↑  住民基本台帳による町丁名別世帯人口数 平成２５年８月１日現在[永久]